# Cratere Fitzroy
Fitzroy  è un cratere sulla superficie di Marte.